# 민병훈 (1969년)
민병훈(1969년 6월 2일 ~ )은 대한민국의 영화 감독이다.

## 학력
- 러시아 국립영화대학교 촬영학과
- 러시아국립영화대학대학원 촬영 석사

## 작품 목록
- 《기적》 (2020년) - 감독
- 《설계자》 (2017년) - 감독 / 각본 / 촬영
- 《황제》 (2017년) - 감독 / 각본
- 《시화공존》 (2016년) - 감독
- 《펑정지에는 펑정지에다》 (2016년) - 감독 / 각본 / 제작 / 촬영 / 편집
- 《감각의 경로》 (2015년) - 감독 / 각본 / 제작 / 촬영
- 《사랑이 이긴다》 (2015년) - 감독 / 각본 / 촬영
- 《부엉이의 눈》 (2014년) - 감독 / 각본 / 촬영
- 《너를 부르마》 (2014년) - 감독
- 《아! 굴업도》 (2012년) - 감독
- 《가면과 거울》 (2012년) - 감독
- 《터치》 (2012년) - 감독 / 각본 / 제작
- 《노스텔지아》 (2010년) - 감독
- 《괜찮아, 울지마》 (2007년) - 감독 / 각본 / 촬영
- 《포도나무를 베어라》 (2007년) - 감독 / 각본
- 《벌이 날다》 (1999년) - 감독 / 제작 / 촬영 / 편집
- 《용병 이반》 (1997년) - 조연출

## 수상
- 2013년 제14회 전주국제영화제 한국단편경쟁 감독상
- 2012년 이탈리아 토리노영화제 대상
- 2012년 마리끌레르 영화제 특별상
- 2007년 부산 국제 영화제 PPP 코닥상
- 2001년 테살로니키 국제영화제 예술 공헌상
- 2001년 카를로비바리 국제 영화제 특별언급상
- 2001년 카를로비바리 국제 영화제 비평가상
- 1998년 이탈리아 토리노영화제 대상
- 1998년 이탈리아 토리노영화제 비평가상
- 1998년 이탈리아 토리노영화제 관객상
- 1998년 그리스 테살로니키영화제 은상

## 저서
- 황제 The Emperor (2017년)
- 영화가 이긴다 (2014년)
- 터치 (2012년)
- 민병훈감독의 영화가 좋다 (2010년)